# JR East série E751
La série E751 (E751系, E751-kei) est un type de rame automotrice électrique exploitée par la compagnie JR East sur les services express dans le nord de la région du Tōhoku.

## Description
La série E751 a été fabriquée par les constructeurs Tokyu Car Corporation et Kinki Sharyo. Initialement les 3 rames étaient composées de 6 voitures et ont été raccourcies à 4 voitures en 2011
. La première voiture est en partie réservée à la Green car, la première classe.
Extérieurement, la série E751 ressemble à la série E653 dont elle découle. La livrée est blanche, rouge et noire.

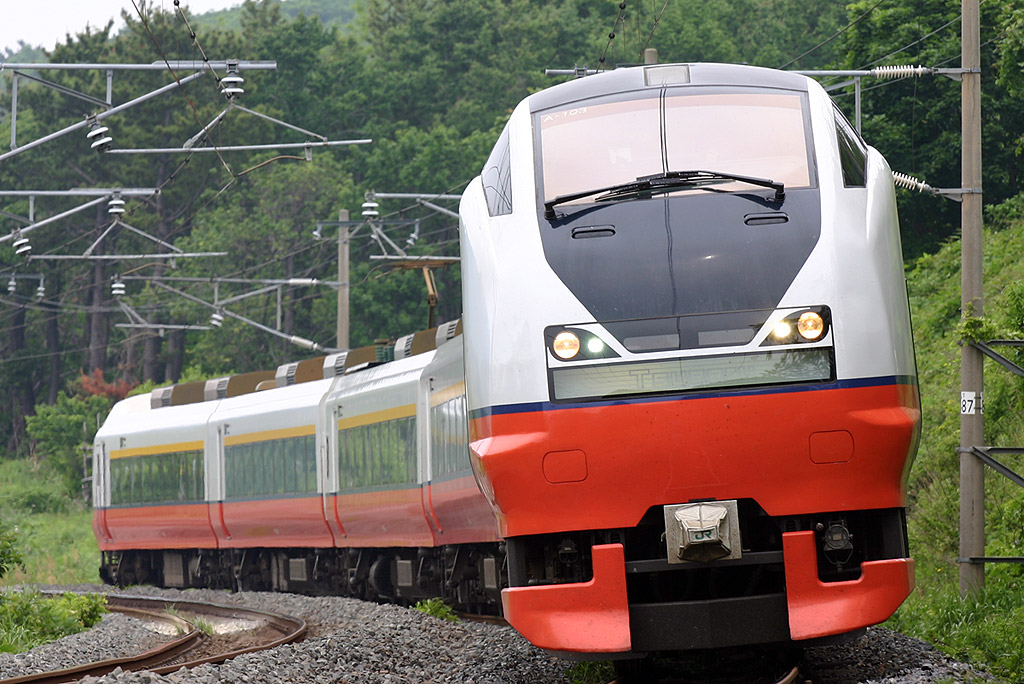
Version à 6 voitures
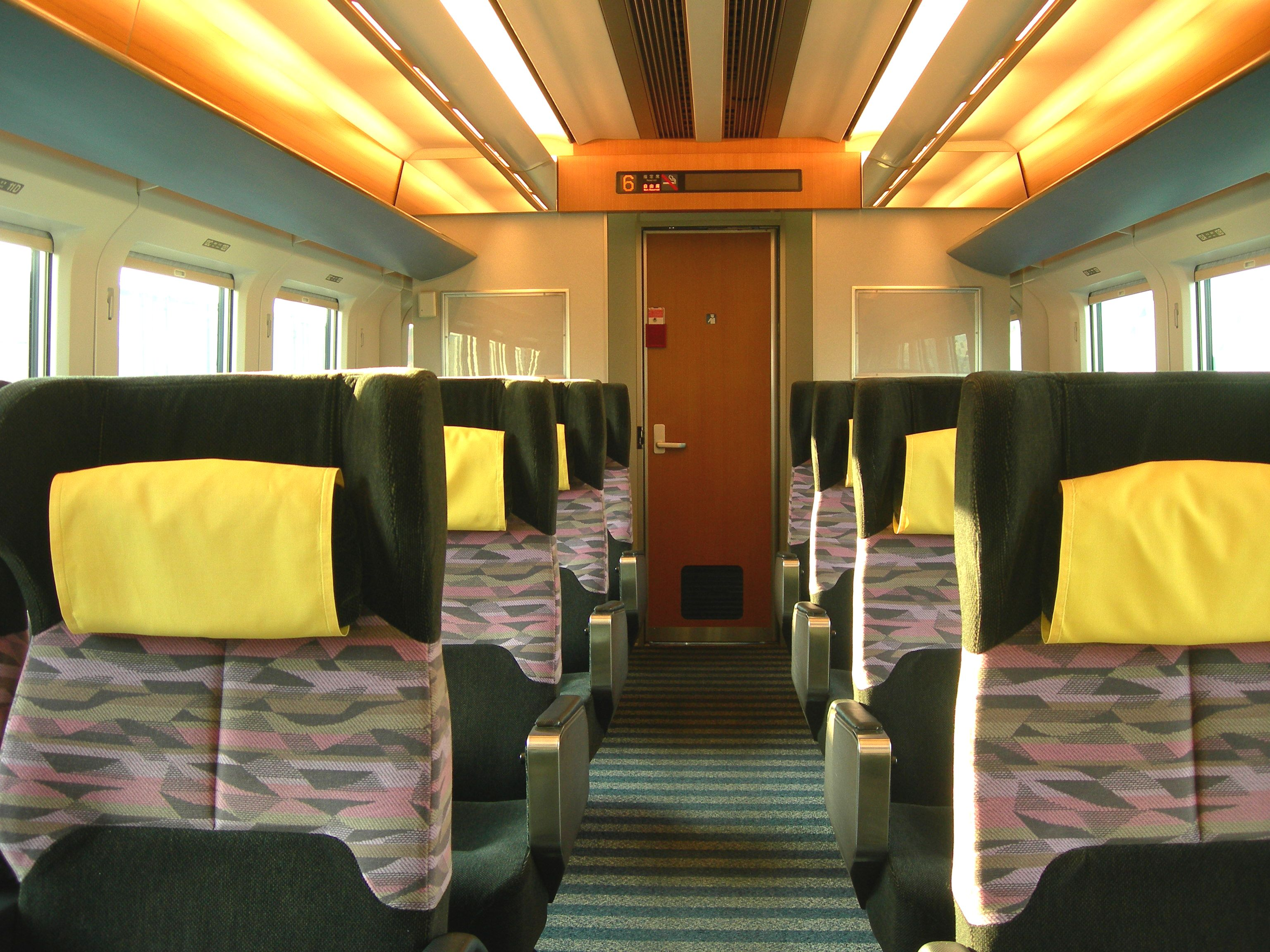
Intérieur de la Green car
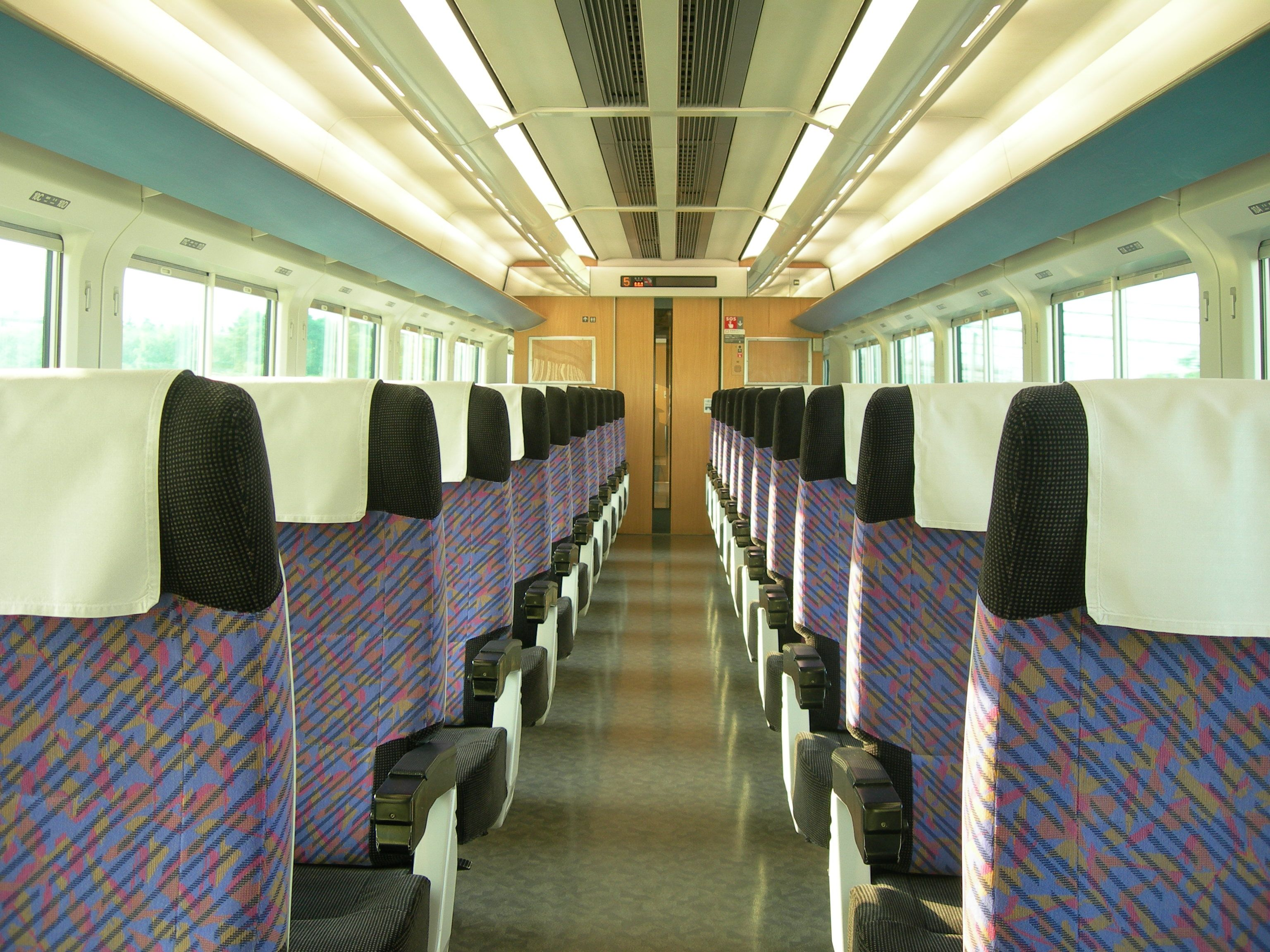
Intérieur de la classe standard

## Histoire
Les 3 rames de la série E751 ont été introduites le 11 mars 2000.

## Affectation
Les rames effectuent les services Tsugaru entre Akita et Aomori en empruntant la ligne principale Ōu. Auparavant, elles étaient affectées aux services Super Hatsukari entre Morioka et Aomori.